# منطقه گوداوری غربی
منطقه گوداوری غربی (به انگلیسی: West Godavari district) یک منطقهٔ مسکونی در هند است که در آندرا پرادش واقع شده‌است. منطقه گوداوری غربی ۷٬۷۴۲ کیلومتر مربع مساحت و ۳۹٬۳۶٬۹۶۶ نفر جمعیت دارد.